# Відетт (Джорджія)
Відетт (англ. Vidette) — місто (англ. city) в США, в окрузі Берк штату Джорджія. Населення — 103 особи (2020).

## Географія
Відетт розташований за координатами 33°2′13″ пн. ш. 82°14′51″ зх. д. / 33.03694° пн. ш. 82.24750° зх. д. (33.037031, -82.247437).  За даними Бюро перепису населення США в 2010 році місто мало площу 2,52 км², з яких 2,52 км² — суходіл та 0,00 км² — водойми.

## Демографія
Згідно з переписом 2010 року, у місті мешкало 112 осіб у 40 домогосподарствах у складі 30 родин. Густота населення становила 44 особи/км².  Було 48 помешкань (19/км²).
Расовий склад населення:
| - 67,9 % — білих - 27,7 % — чорних або афроамериканців - 1,8 % — азіатів |

До двох чи більше рас належало 2,7 %. Частка іспаномовних становила 0,9 % від усіх жителів.
За віковим діапазоном населення розподілялося таким чином: 21,4 % — особи молодші 18 років, 54,5 % — особи у віці 18—64 років, 24,1 % — особи у віці 65 років та старші. Медіана віку мешканця становила 44,5 року. На 100 осіб жіночої статі у місті припадало 86,7 чоловіків;  на 100 жінок у віці від 18 років та старших — 100,0 чоловіків також старших 18 років.
Середній дохід на одне домашнє господарство  становив 61 750 доларів США (медіана — 63 750), а середній дохід на одну сім'ю — 68 976 доларів (медіана — 71 667). За межею бідності перебувало 3,1 % осіб, у тому числі 0,0 % дітей у віці до 18 років та 14,3 % осіб у віці 65 років та старших.
Цивільне працевлаштоване населення становило 45 осіб. Основні галузі зайнятості: виробництво — 15,6 %, освіта, охорона здоров'я та соціальна допомога — 13,3 %, сільське господарство, лісництво, риболовля — 13,3 %.